# Kościół św. Małgorzaty w Kiernozi
Kościół świętej Małgorzaty – rzymskokatolicki kościół parafialny w Kiernozi, należący do dekanatu Sanniki diecezji łowickiej.

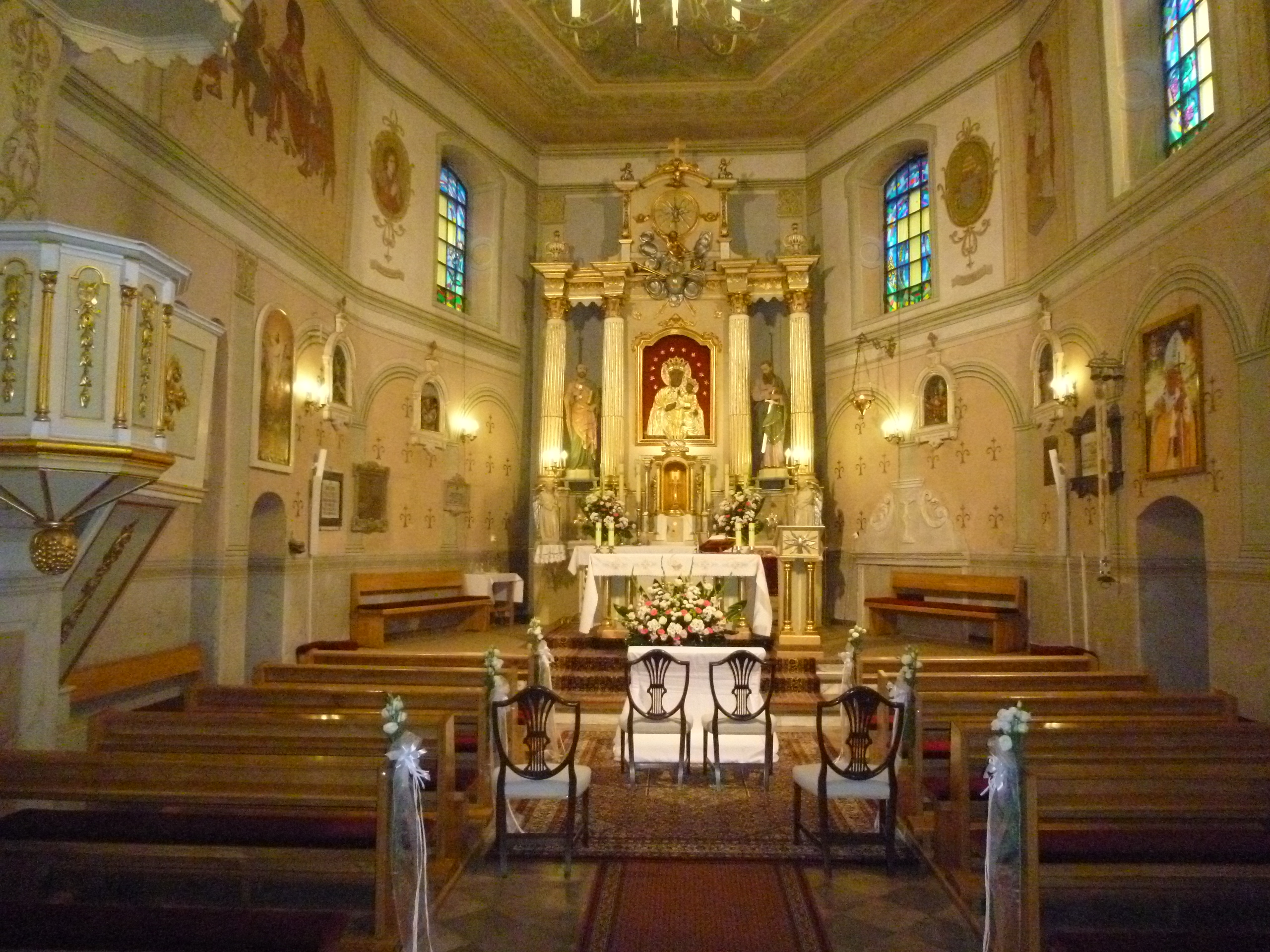
Wnętrze świątyni

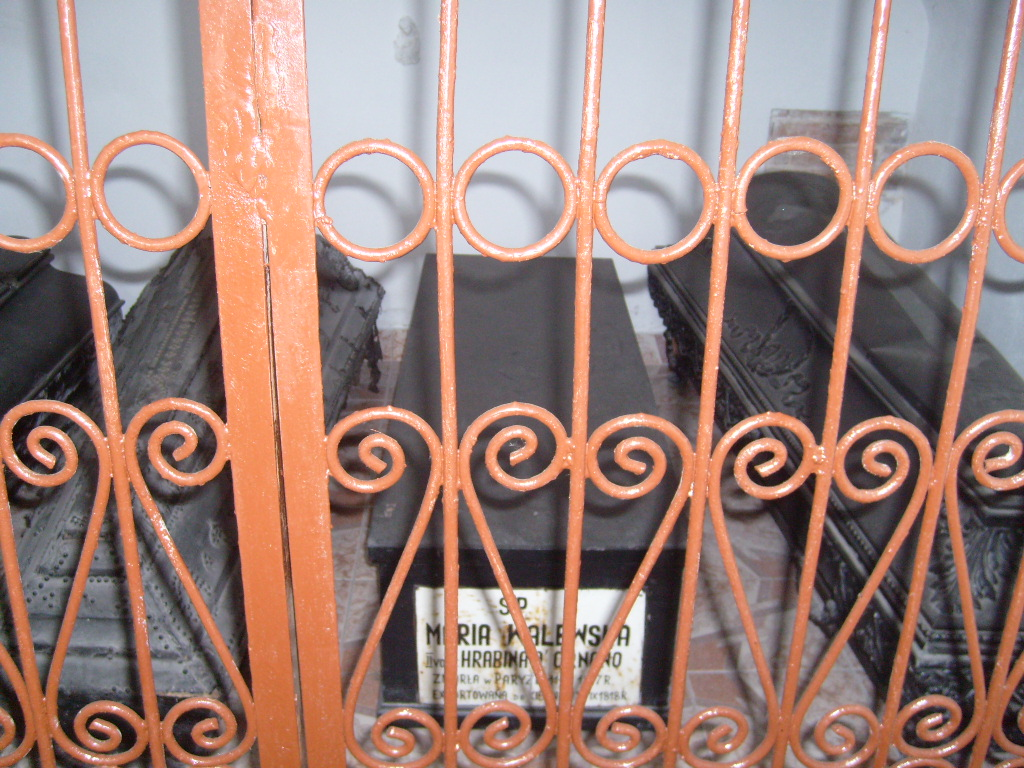
Trumna Marii Walewskiej w krypcie kościoła w Kiernozi

Świątynia została wybudowana z cegły w XIV wieku. Jednak w późniejszych wiekach była wielokrotnie przebudowywana, powstały wtedy dobudówki. Nawa została wzniesiona na planie kwadratu, prezbiterium jest węższe, wielobocznie zamknięte, od strony zachodniej znajduje się kwadratowa wieża, mieszcząca w przyziemiu kruchtę, a na piętrze chór muzyczny. W obu narożnikach pomiędzy wieżą a zachodnią ścianą nawy są umieszczone cylindryczne wieżyczki, mieszczące schody na górne kondygnacje nawy i na chór. Do północnej elewacji nawy dobudowany jest przedsionek, a do południowej neogotycka kaplica. Przy prezbiterium są umieszczone dwie zakrystie.
Świątynia wzmocniona jest skarpami. Do wyposażenia kościoła należą cztery ołtarze. W ołtarzu głównym jest umieszczony obraz świętej Małgorzaty dziewicy i męczennicy, w dwóch ołtarzach bocznych obrazy Przemienienie Pańskie i Święty Józef z Dzieciątkiem. Z innych elementów wyposażenia można wyróżnić płaskorzeźbioną, kamienną chrzcielnicę datowaną na 1519 rok.